# Ceratophysella
Ceratophysella är ett släkte av urinsekter. Ceratophysella ingår i familjen Hypogastruridae.

## Dottertaxa tillCeratophysella, i alfabetisk ordning[1][2]
- Ceratophysella adexilis
- Ceratophysella ainu
- Ceratophysella annae
- Ceratophysella armata
- Ceratophysella ateruii
- Ceratophysella bengtssoni
- Ceratophysella biclavata
- Ceratophysella biloba
- Ceratophysella bispinata
- Ceratophysella boletivora
- Ceratophysella borealis
- Ceratophysella brevis
- Ceratophysella brevisensillata
- Ceratophysella caucasica
- Ceratophysella cavicola
- Ceratophysella citri
- Ceratophysella communis
- Ceratophysella cylindrica
- Ceratophysella czelnokovi
- Ceratophysella czukczorum
- Ceratophysella denisana
- Ceratophysella densornata
- Ceratophysella denticulata
- Ceratophysella dolsana
- Ceratophysella duplicispinosa
- Ceratophysella empodialis
- Ceratophysella engadinensis
- Ceratophysella engeli
- Ceratophysella falcifer
- Ceratophysella flectoseta
- Ceratophysella fujisana
- Ceratophysella gibbosa
- Ceratophysella glancei
- Ceratophysella granulata
- Ceratophysella granulifera
- Ceratophysella gravesi
- Ceratophysella guthriei
- Ceratophysella impedita
- Ceratophysella indica
- Ceratophysella indovaria
- Ceratophysella ionescui
- Ceratophysella isabellae
- Ceratophysella jondavi
- Ceratophysella jonescoi
- Ceratophysella kapoviensis
- Ceratophysella katraensis
- Ceratophysella kolchidica
- Ceratophysella kutyrevae
- Ceratophysella laricis
- Ceratophysella lawrencei
- Ceratophysella liguladorsi
- Ceratophysella longispina
- Ceratophysella lucifuga
- Ceratophysella macrocantha
- Ceratophysella macrospinata
- Ceratophysella maheuxi
- Ceratophysella maya
- Ceratophysella meridionalis
- Ceratophysella michalinae
- Ceratophysella microchaeta
- Ceratophysella mocambicensis
- Ceratophysella moroni
- Ceratophysella morula
- Ceratophysella mosquensis
- Ceratophysella mucronata
- Ceratophysella multilobata
- Ceratophysella najtae
- Ceratophysella neomeridionalis
- Ceratophysella norensis
- Ceratophysella orizabae
- Ceratophysella palustris
- Ceratophysella paraliguladorsi
- Ceratophysella pecki
- Ceratophysella penicillifer
- Ceratophysella planipila
- Ceratophysella platyna
- Ceratophysella pratorum
- Ceratophysella proserpinae
- Ceratophysella quinquesetosa
- Ceratophysella recta
- Ceratophysella robustiseta
- Ceratophysella sakayorii
- Ceratophysella scotica
- Ceratophysella scotti
- Ceratophysella sedecimocellata
- Ceratophysella semnacantha
- Ceratophysella sextensis
- Ceratophysella sibirica
- Ceratophysella sigillata
- Ceratophysella silvatica
- Ceratophysella sinensis
- Ceratophysella sinetertiaseta
- Ceratophysella sphagni
- Ceratophysella stercoraria
- Ceratophysella succinea
- Ceratophysella tergilobata
- Ceratophysella tolteca
- Ceratophysella tomosvaryi
- Ceratophysella troglodites
- Ceratophysella tuberculata
- Ceratophysella vargovychi
- Ceratophysella varians
- Ceratophysella wrayia
- Ceratophysella yakushimana